# Николаевский цех

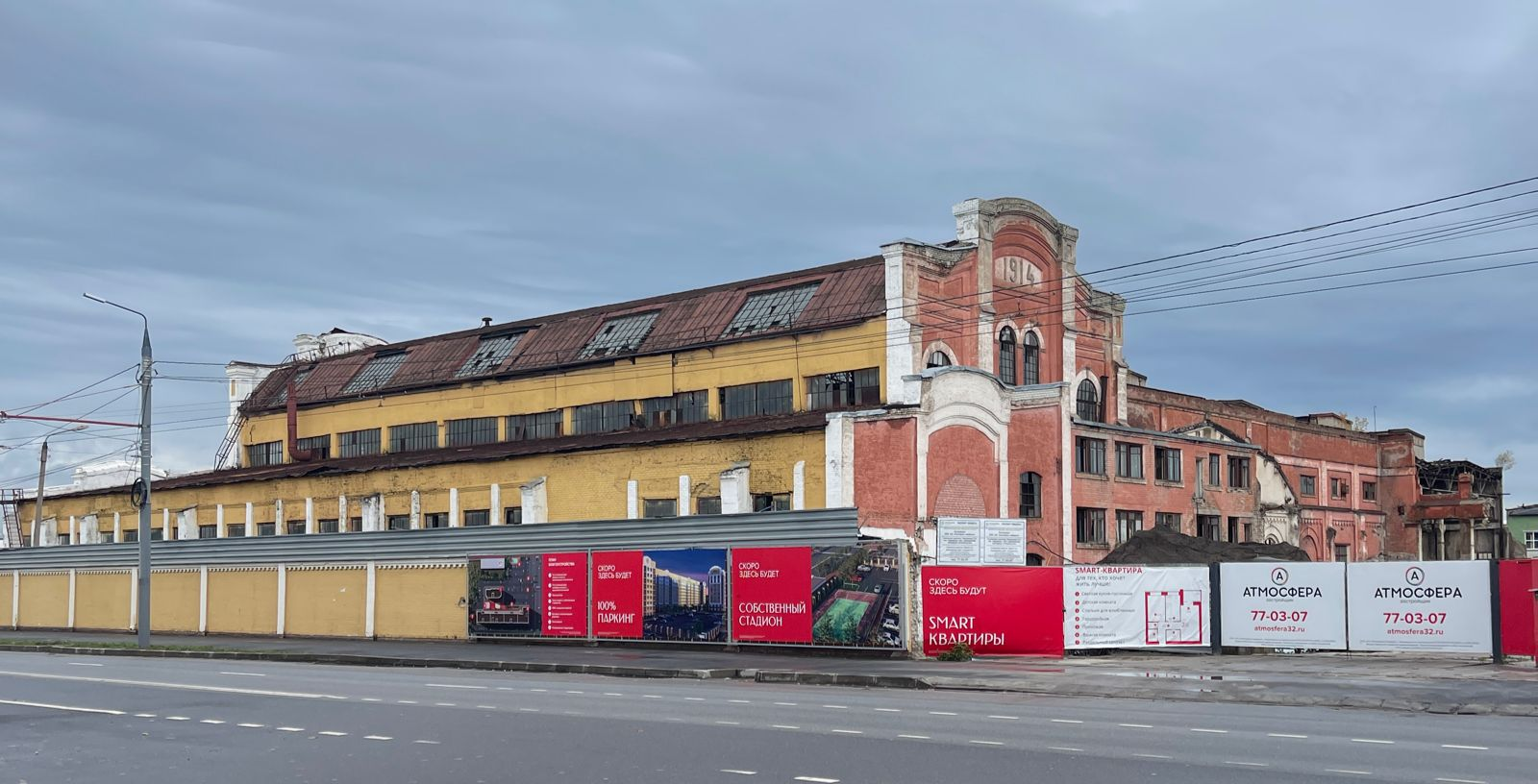
Николаевский цех, 2022 год

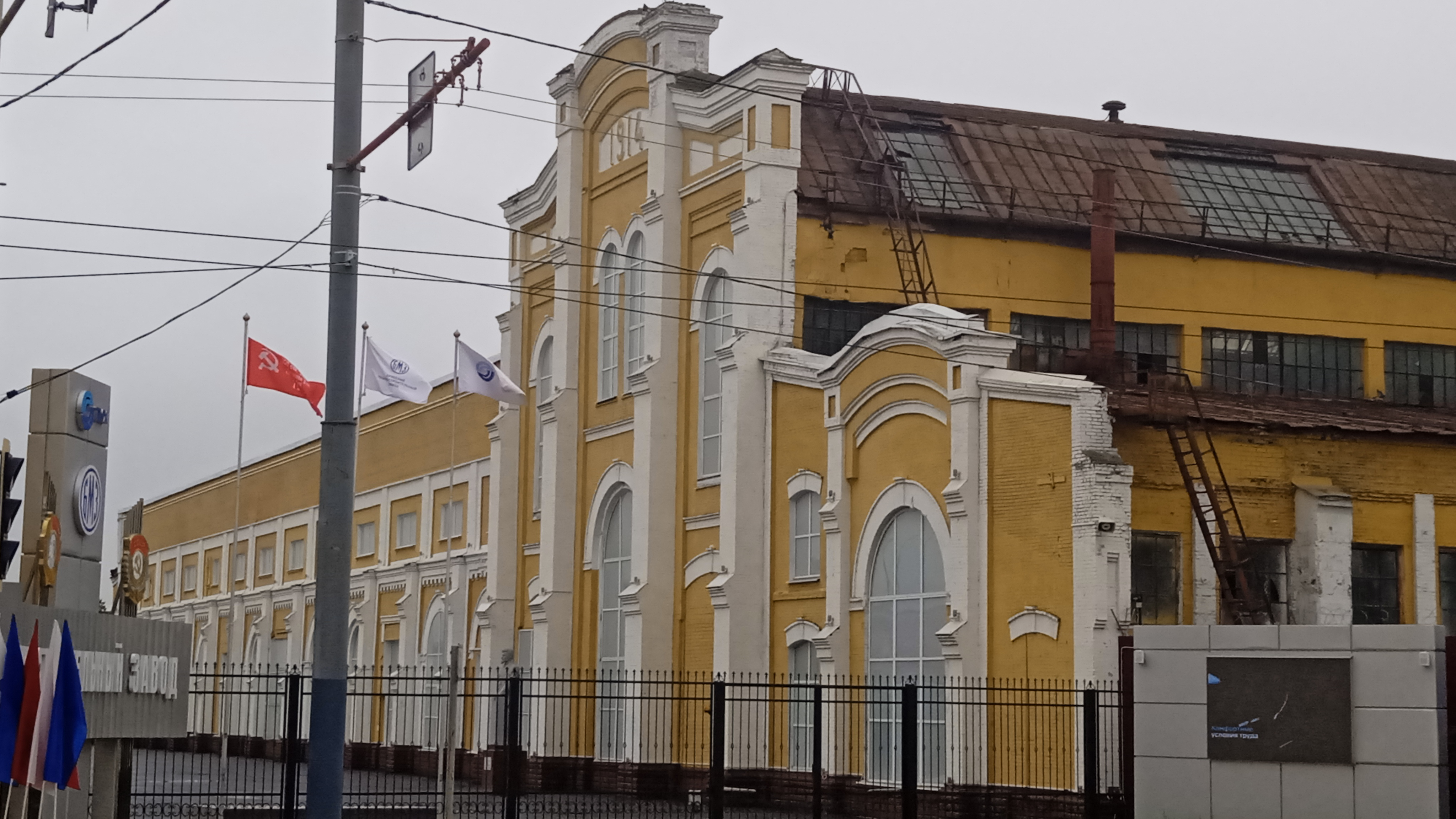
Фасад Николаевского цеха в 2023 году

Николаевский цех (так же известный под названиями цех 1914, корпус 1914-го года, 1914-й и Старый цех БМЗ) — один из старейших и крупнейших корпусов Брянского машиностроительного завода, построенный в 1914 году. Памятник градостроительства и архитектуры регионального значения.
Основные производственные мощности в разные эпохи были заняты созданием, как технических средств железнодорожного, рельсопрокатного и сельскохозяйственного характера, так и стройматериалов. Цех компактно расположен в Бежицком районе, города Брянска, где занимает территорию на углу проспектом Возрождения(Улица Ульянова) и внутри заводской Центральной аллей. В месте с соседним корпусом «Экспериментальный Цех» образует музейный комплекс Брянского завода. Занимает площадь 8648 м² и имеет периметр 335 м.

## История
Дата основания Брянского завода — 20 июля 1873 года. К 1910 году завод построил более 2400 паровозов и более 36 тысяч вагонов, в том числе специализированных платформ и нефтяных цистерн. Из-за повышенного спроса на вагоны было принято решение о расширении заводского потенциала. Одним из цехов появившихся после этого решения стал заложенный в 1912 году цех металлических конструкций и кранов. Его строительство закончилось в 1914 году.

### Визит Николая II
В 1915 году, после начала Первой Мировой Войны, Император Николай II посетил несколько регионов Российской империи. Одним из регионов, которые он изволил посетить, стал Брянск, посёлок Бежица. Императора интересовал Брянский завод, где выполняли государственный военный заказ. Шла война, и в начале 1915 года войска на фронте стали испытывать большую нужду в оружии и боеприпасах.
Визит Государя Николая II на Брянский завод должен был подчеркнуть значимость предприятия как одного из основных поставщиков боеприпасов для воюющей русской армии.
Это была последняя поездка Николая II по своей Империи в качестве монарха. Император в Бежицу прибыл с фронта.
Одноразовую платформу для приема государя построили напротив седьмых проходных рельсопрокатного завода, впоследствии на этом месте появилась платформа «Красный Профинтерн». На них установлена памятная доска по образцу изготовленной на заводе в 1915 году. Она была богато украшена флагами и гирляндами.
Была Пасха, так что начало церемонии прошло с посещения службы в Храме Преображения Господня в Бежице. После чего Николай со свитой отправился смотреть продукцию завода.
Цех металлических конструкций и кранов стал главным демонстрационным пространством.
В конце официальной части и окончания церемонии Николай в ходе прогулки осмотрел Брянский посёлок. Периодически он катался на машине и общался с жителями. По окончании поездки горожане окрестили одну из улиц посещённую царём «Царская улица», а цех металлических конструкций и кранов по схожим обстоятельствам стал носить имя «Николаевский цех».

## Николаевский цех сегодня
В XXI веке большая часть цехов перестала эксплуатироваться. Производственная часть комплекса была смещена в другие корпуса завода, так как Николаевский цех является зданием культурного и архитектурного наследия города Брянска, Брянской области и России. Политика освобождения территории не коснулась большей части дореволюционных корпусов БМЗ.
К концу 2010-х годов был поднят вопрос о сохранении и новой эксплуатации цеха. В результате была проведена реконструкция проходной и Центральной аллеи БМЗ. Была проведена частичная реставрация Николаевского цеха и полная реставрация соседнего дореволюционного Экспериментального цеха с созданием в нём музейной экспозиции посвящённой истории Брянского завода и визиту Николая II.
В начале 2020-х годов XXI века застройщик «Атмосфера» выкупил южную территорию у цеха 1914 с обязательством построить 10-этажный жилой комплекс «Романовский» с внешним обликом, основанным на архитектуре цеха и дореволюционных зданий.
По состоянию на 2024 год продолжаются рассмотрения и слушанья корпораций и предпринимателей проектов реконструкции, реставрации, и адаптации Николаевского Цеха под современные экономические условия с сохранением исторического облика.

## Другие наименования
- Демонстрационный Цех
- Производственный Цех
- Цех 1914
- Цех 1914-го года
- Производственный корпус
- Заготовительный цех (3 — 6 пролеты)
- ЦСМ
- Цементный
- Рельсопрокатный
- Цех металлических конструкций и кранов
- Цех средств механизации (1,2 пролеты)